# Imperativ
Imperativ (lat. impero = zapovjediti) zapovjedni je način glagola u hrvatskom jeziku. Imperativ je krnji glagolski oblik; ne postoji imperativ prvog lica jednine.

U prvom licu množine, kao i u drugom licu jednine i množine, imperativ se tvori se od prezentske osnove i nastavaka. Nastavci su trojaki, ovisno o prirodi prezentske osnove:
- {\displaystyle \varnothing }, -mo, -te (kod glagola na kraju čije prezentske osnove stoji suglasnik j)
- -i, -imo, -ite (kod glagola na kraju čije prezentske osnove stoji suglasnik, osim j)
- -j, -jmo, -jte (kod glagola na kraju čije prezentske osnove stoji samoglasnik)

U trećem se licu koristi pomoćna čestica neka koju slijedi prezent glagola u odgovarajućem broju.

## Imperativi različitih nastavaka

### Imperativ pomoćnog glagolabiti:
| lice | jednina    | množina    |
| ---- | ---------- | ---------- |
| 1.   | -          | Budimo!    |
| 2.   | Budi!      | Budite!    |
| 3.   | Neka bude! | Neka budu! |

{\displaystyle \varnothing }
| lice | jednina         | množina          |
| ---- | --------------- | ---------------- |
| 1.   | -               | Mi carujmo!      |
| 2.   | Ti caruj!       | Vi carujte!      |
| 3.   | On neka caruje! | Oni neka caruju! |

Prezentska osnova glagola "carevati" jest caruj-.

### -i
| lice | jednina         | množina          |
| ---- | --------------- | ---------------- |
| 1.   | -               | Mi sijecimo!     |
| 2.   | Ti sijeci!      | Vi sijecite!     |
| 3.   | On neka siječe! | Oni neka sijeku! |

Prezentska osnova glagola "sijeći" jest sijek-, iz koga sibilarizacijom dolazi sijec-, a palatalizacijom siječ-.

### -j
| lice | jednina        | množina           |
| ---- | -------------- | ----------------- |
| 1.   | -              | Mi plivajmo!      |
| 2.   | Ti plivaj!     | Vi plivajte!      |
| 3.   | On neka pliva! | Oni neka plivaju! |

Prezentska osnova glagola "plivati" jest pliva-.

## Uporaba
- Ovisno o okolnostima u kojima je rečenica u imperativu izrečena, ta se rečenica može smatrati zapovijedi, zamolbom ili zahtjevom. Budući da imperativ najčesće predstavlja izravnu zapovijed, gotovo se uvijek izriče uskličnom rečenicom:

Prestani pričati!
- Osim za zapovijedi, imperativ se rabi u naputcima - receptima, algoritmima i sličnim opisima u kojima radnje zahtijevaju točan slijed:

Razbijte tucet jaja. Potom dodajte šećer i miješajte po potrebi.
U naputcima za uzimanje lijekova, u kuharskim receptima, administrativnim tekstovima i sličnom valja izbjegavati upotrebu infinitiva za izricanje zapovijedi, zabrane, poticaja, savjeta ili uputa jer on u hrvatskome jeziku nema službu imperativa:
Uzimati s malo vode tri puta dnevno. > Lijek pijte s malo vode tri puta dnevno.